# Yawara-Jitsu
Yawara-Jitsu es un arte marcial para la defensa personal. Surge del milenario Yawara, o "arte de la agilidad", del que derivaron diversas escuelas como el Wa-Jitsu, Tai-Jitsu, Kumuishi, o Kenpō.
Su traducción moderna es Defensa Personal Científica, y está registrado por su fundador, el Gran Maestro Miguel Pérez Carrillo. Existe cierta confusión, ya que el antiguo Yawara no llevaba el sufijo "jitsu". Se empleaba escuetamente "Yawara", o también "Yawara Aiki-Jujutsu". Por lo tanto, la escuela malagueña, para evitar confusiones, debería emplear el sufijo jitsu, que corresponde a las escuelas tradicionales.
Yawara-Jitsu tiene una variante para disminuidos físicos y sensoriales, llamada con el acrónimo DISFISEN. Es un sistema con el que, aparte de posibilitar la autodefensa de cualquier persona con una discapacidad, se persigue obtener mejoras tanto físicas como cognitivas para los integrantes de este colectivo.

## Historia y fundamentos
Nace en el año 1975, tras un largo periodo de gestación, en las instalaciones del legendario gimnasio Toyama de Málaga, como respuesta a la necesidad de utilizar diversidad de técnicas de autodefensa ante las más variadas agresiones.
Selecciona su técnica de defensa de entre varias artes marciales (judo, karate, aikido, kung-fu, boxeo tailandés, lucha libre, etc.), en función de su eficacia probada. La pedagogía se adapta en función de la mentalidad occidental, y se depura en función del conocimiento sobre el comportamiento articular, muscular y nervioso.
El Yawara-Jitsu se proclama científico porque fundamenta sus movimientos en la aplicación de las leyes físicas que rigen la mecánica de las palancas, y su entrenamiento está basado en el reflejo condicionado. Mientras las leyes físicas permiten la depuración de técnicas que en su aplicación maximizan el rendimiento con el mínimo esfuerzo y el máximo aprovechamiento de la energía del/de los adversarios, el reflejo condicionado (auspiciado por los principios y teorías de Pavlov) facilita la espontaneidad en un enfrentamiento real. Para conseguir este reflejo, el Yawara-Jitsu se enseña de forma progresiva y racional, enseñando primero lo más sencillo -agresiones que se realizan de frente con una mano o pierna- y asentando las bases para la defensa en situaciones complicadas -varios atacantes, y/o atacantes armados-.
La uniformidad es la más tradicional en las artes marciales, consistiendo en chaqueta blanca con los escudos correspondientes, pantalón negro y cinturón. Los escudos se muestran en:
- pecho: con dos círculos que simbolizan la perfección y el ciclo sin fin del aprendizaje. El círculo interior, concéntrico al exterior, lleva en su interior los ideogramas “Yawara” y “Jitsu”.
- manga: con un círculo que lleva la “B” mayúscula, de Budō, ya que el practicante de Yawara-Jitsu puede considerarse un budoka.
- espalda: referenciando a la Federación Internacional del Yawara-Jitsu, que reconoce los grados obtenidos a nivel internacional.

### Yawara
El Yawara, arma que da nombre al Yawara-Jitsu y que este ha tomado como arma principal, es un arma de origen japonés utilizada en otras artes marciales. Aunque puede variar su forma, consiste esencialmente en un palo pequeño, similar a un Kubotan o un bolígrafo -aunque más grueso en su zona central para lograr un mejor agarre de la mano-, con una cuerda que lo sujeta a los dedos para evitar su pérdida en caso de ejecutar un atemi (golpe) a mano abierta. El Yawara puede utilizarse para asestar golpes en zonas vitales (costillas, pecho, carótidas, sien, piernas) reduciendo la zona que golpea y maximizando así la lesión y dolor producidos. Asimismo, sirve para ejecutar presiones sobre el cuerpo de forma controlada, permitiendo el control del atacante y reduciendo la necesidad de infligirle lesiones para neutralizarlo.

## Soke-Fundador y Soke-Shihan
Miguel J. Pérez Carrillo es el Soke-Fundador del Yawara-Jitsu. Uno de los pioneros de las artes marciales en España, acumula más de 50 años de práctica. Militar de profesión -Academia General de Zaragoza, VII promoción-, es Licenciado en Educación Física y escritor de numerosas obras deportivas dedicadas a las artes marciales y la cultura física -de las que podríamos destacar Gimnasia para todos (premiada por el Consejo Superior de Deportes), Judo Infantil (primer libro sobre esta materia editado en lengua castellana) o Yawara-Jitsu (agotado, y que cristaliza sus conocimientos en defensa personal). 
Es Maestro Internacional de Yawara-Jitsu 10º Dan, Maestro Entrenador Nacional de Judo 2º Dan, Maestro Entrenador Nacional de Jiu-Jitsu 3º Dan, Cinturón Negro de Kárate 2º Dan. Ha practicado multitud de artes marciales tanto orientales como occidentales, desde la lucha libre o el sambo, a la esgrima o el boxeo inglés, el kobudō o el aikido. Ha impartido clases de Defensa Personal tanto en el ámbito civil —gimnasios, clubes deportivos y colegios— como en el militar -policías nacionales, policías locales, vigilantes de seguridad y escoltas-, en clases continuas y cursos intensivos. Se retiró en el año 2003.
Enrique Pérez-Carrillo de la Cueva, hijo del fundador, fue nombrado Soke-Shihan el año 2003. Es Maestro Internacional de Defensa Personal y en la actualidad el más alto grado del sistema y cabeza o director del estilo. Tras 45 años de entrenamiento ha alcanzado el nivel de Cinturón Rojo, cinturón marrón de Judo, Karate, Taekwondo, Kenpo-karate y Tai-jitsu; es colaborador de revistas deportivas ("Budo Internacional", "El Budoka", "Sport Life", "Budonet-magazine"), director técnico de la Unión Española de Yawara-Jitsu, y presidente de la Asociación Española de Profesores e Instructores de Defensa Personal Policial. Acumula más de 20 años de experiencia docente en gimnasios, clubes deportivos y colegios.
En la actualidad (2009) la federación cuenta con un total de 8 maestros internacionales, 3 nacionales, 4 regionales y 22 provinciales. Practicándose en más de 40 clubes, principalmente de Andalucía, Madrid, Galicia y Comunidad Murciana. En el extranjero, se ha introducido en Portugal y Dinamarca. Como graduados más altos cuenta con 1 Cinturón Negro (CN) 10ºDAN, 1 CN 7ºDAN, 5 CN 6ºDAN, 1 CN 5ºDAN, 4 CN 4ºDAN, 13 CN 3ºDAN, 27 CN 2º DAN y 66 CN 1º DAN.

## Conceptos

### Técnicas básicas
Entendido como defensa personal, y bajo la tesis de que la mejor forma de salir indemne de una agresión es evitar la agresión de la forma más sencilla posible, el Yawara-Jitsu acepta y considera lícita e incluso conveniente la retirada táctica; siempre y cuando la realización de dicha retirada no se realice a costa de comprometer las posibilidades propias de defensa.
Para todas las técnicas se tienen en cuenta las variantes realizables en la realidad, en las que el atacante puede no llevar una chaqueta y pantalón lo suficientemente consistentes para realizar un desequilibrio y sujeción ortodoxas, o en las que la propia movilidad se ve reducida tanto por la vestimenta propia, como por la existencia de impedimentos físicos (paredes, mobiliario, más gente, suelos resbalosos o irregulares).
En confrontación efectiva, la defensa se realiza sobre la base de :
- Tai-sabaki. Es el giro del cuerpo en perfecto equilibrio. Se trata de una esquiva circular que anula por rotación del cuerpo el ataque del adversario, aprovechando su fuerza en una acción positiva.
- Luxaciones. Agrupadas en dos grandes grupos: con brazo recto y con brazo flexionado. La razón de su importancia es que en ellas la resistencia muscular es nula y por tanto la capacidad de aplicar una luxación con una gran efectividad es muy grande.
- Estrangulaciones.
- Proyecciones.  Son básicamente las utilizadas en Judo (de pierna, cadera y hombro).
- Barridos. Tomados del Judo, Karate, Jiu-Jitsu y Kung-Fu, son tanto con agarre como sin él, tanto estáticos como en movimiento.
- Atemis. Definido como golpe a punto vital, los utilizados provienen del Karate, Boxeo, Kempo, Kung-Fu y Boxeo Tailandés.
- Trabajo de suelo. Asimilando técnicas de Judo, Sambo, Jiu-Jitsu y propias.

El Yawara-Jitsu también hace una consideración de los beneficios del Shiatsu, los estiramientos y la flexibilidad tanto para adquirir una mayor capacidad de ataque y defensa, como para evitar cualquier tipo de lesiones en la práctica del arte, o para una mejor recuperación de las lesiones sufridas (Kuatsu).
Como arte marcial recomendado en el desarrollo integral de una persona, el Yawara-Jitsu recomienda la iniciación en la práctica a partir de los 5 años, aunque los programas de defensa quedan adaptados a todas las edades. Habida cuenta de que el 60% de los practicantes de artes marciales se inician en edad infantil, la Federación Internacional tiene establecidos requisitos específicos para otorgar el permiso de instructor a este público, haciendo especial énfasis en la transmisión de valores de compañerismo, prudencia y autocontrol, así como en el entrenamiento en forma de juego, más adecuada para la absorción del conocimiento por los niños.

### Armas
El Yawara-Jitsu, como arte orientado a la defensa, se aprovecha de todas las herramientas disponibles para repeler los ataques. Si bien en el desarrollo formal del arte se utilizan las armas blancas habituales -yawara, puñal, palo corto, bo (palo largo)-, ya sea en una mano o de forma doble con las dos (salvo el palo largo, obviamente), se plantea el uso de cualquier elemento de la vida cotidiana como sustitutivo ante situación de necesidad. En este sentido, un bolígrafo puede servir de yawara, un periódico doblado o un paraguas pequeño pueden hacer de palo corto, un cuchillo de mesa puede servir de puñal, etc. Las implicaciones legales también se tienen en cuenta a la hora de recomendar o no la posesión de un arma; pero se considera el hecho de que de ser atacados con una, si se consigue el desarme del agresor y posterior armado del defensor con el arma, es lógico saber utilizar el instrumento.
Las técnicas de uso de las armas quedan englobadas en los katas, y en los diferentes movimientos de defensa.

### Katas
Un kata es un conjunto de movimientos de defensa y de ataque encadenados, que se realizan contra adversarios imaginarios. Sirven de práctica perfectiva en el entrenamiento y asimilación de las técnicas de defensa. Asimismo, ayudan a mecanizar los movimientos a ejecutar en caso de agresión. Los puntos esenciales para ejecutar el kata son los de concentración, tensión, y Kiai. El Kiai es un potente grito que parte del estómago y que tiene por función sorprender al adversario y conferir a la acción una fuerza suplementaria (el ki). Entre los pasos se adoptan las postura básicas, que realizadas correctamente confieren la estabilidad necesaria para efectuar cualquier movimiento con fluidez y potencia. Las posturas básicas de Yawara-Jitsu son: jinete, gato, fondo corto, fondo largo, posición de saludo, posición de firme y posición de piernas cruzadas.
El Yawara-Jitsu dispone de 7 katas básicos, uno por cada cinturón (excepto el azul y el marrón, que tienen dos katas en su programa de grados); y 10 katas superiores, que van aumentando a medida que los profesores realizan como tesina para 4º y 5º Dan un kata original. Los katas superiores son de yawara, palo corto, atemis, tierra, bo (palo largo), defensivo, puñal, doble palo corto, y doble puñal. En los katas superiores predominan los golpes, aunque también se combinan técnicas de proyección, barrido y luxación.

### Combate Total
El Combate Total de Yawara-Jitsu es una modalidad deportiva orientada a permitir al practicante utilizar sus conocimientos de una forma contundente, práctica y segura. Su objetivo principal es preparar al competidor para una posible agresión real. Su desarrollo es de dos periodos de tres minutos cada uno, separados por un minuto de descanso. En el primer asalto sólo están permitidos los golpes y barridos sin agarre. En el segundo tiempo están permitidos, además, las proyecciones, los barridos con agarre, las luxaciones y las estrangulaciones. 
El combate total, al igual que los katas y la defensa personal, se realiza con el uniforme reglamentario. Las protecciones para el primer periodo son: coderas, antebrazos y guantes cerrados tipo boxeo, en los brazos. Rodilleras, tibias y botas cerradas tipo 'full-contact', en las piernas. Coquilla, peto y casco cerrado con careta transparente. Para el segundo asalto, se retira el casco y se cambian los guantes por otros abiertos para permitir los agarres.
El Combate es dirigido por un juez central, encargado de comprobar la uniformidad y la correcta colocación de las protecciones, iniciar y detener el combate cuando las circunstancias así lo requieran, y amonestar a los competidores que infrinjan las normas. Tres jueces de esquina se encargan de puntuar el resultado de los dos periodos del combate, entregando las fichas de puntuación al juez central, que levanta, una vez finalizado el combate, la mano del vencedor. El combate se puede ganar por puntos -el caso citado anteriormente-, por abandono -debido a una lesión o tras sufrir una luxación o estrangulación-, por superioridad o por descalificación.

### Grados
La Federación Internacional de Yawara-Jitsu tiene establecido un sistema de grados, o cinturones, que representan de forma comprensiva el nivel de práctica y conocimiento del practicante. Los diferentes niveles básicos se representan con los cinturones blanco, amarillo, naranja, verde, azul, y marrón. La enseñanza es progresiva incorporando técnicas de defensa (en orden de aprendizaje) contra agresiones de frente, de costado y por la espalda; todas ellas en posiciones de pie, de rodillas, sentado y tendido; y a mano (o puño) desnudo, ataque con cuchillo, palos y armas de fuego. Las técnicas de defensa se aplican a situaciones reales como partir de un posición de sujeción por el cuello, agarre sorpresivo por la espalda, agarre de frente e intentos de violación. Las variantes de defensa policial enfatizan la parte de control del agresor, orientadas de esta forma a la acción normativa de los cuerpos de seguridad del estado.
Una vez alcanzado el cinturón negro el programa se complica y diversifica para permitir al instructor seguir progresando. El programa de cinturón negro, enseña técnicas especiales (sentado, tumbado y contra la pared), proyecciones y estrangulaciones, e inmovilizaciones; encadenamiento de técnicas; puntos vitales y presiones nerviosas; técnicas contra luxaciones; técnicas contra múltiples agresores; manejo del yawara, el palo corto, el puñal y palo largo (bo); y katas superiores. Asimismo, y para enriquecimiento del propio arte marcial, se exige el desarrollo de nuevas técnicas en los danes superiores. De esta forma, se persigue la formación de artistas marciales completos, dando importancia a la creatividad del practicante y a la capacidad del sistema de adaptarse a la persona, y no al revés.

## Nota
1. ↑  Registrado en la Oficina nacional de patentes y marcas con número de expediente M 1798928.